# 1976年夏季残疾人奥林匹克运动会丹麦代表团
1976年夏季残疾人奥林匹克运动会丹麦代表团是丹麦派出的1976年夏季残疾人奥林匹克运动会代表团。获得3枚金牌和3枚铜牌。